# 山川義太郎

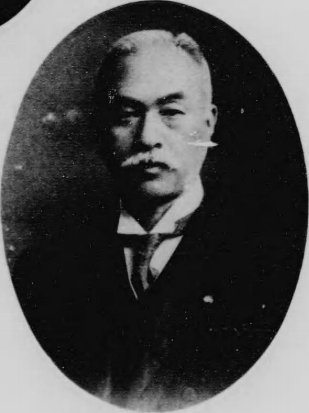
山川義太郎

山川 義太郎（やまかわ ぎたろう、安政7年3月14日（1860年4月4日） - 昭和8年（1933年）1月27日）は日本の電気学者。

## 経歴
武蔵国高麗郡下赤工村（現・埼玉県飯能市下赤工）の山川辰蔵（埼玉県令）の長男。1875年、工部大学校（現・東京大学工学部）で電信学を学び卒業、工学士となる。1887年には工科大学校助教授に任ぜられ、1896年、官命で欧米諸国に留学し主に電気学を研究した。3年後の1899年に帰国すると東京帝国大学（現・東京大学)教授に昇進し、工学博士の学位を受けた。
1914年から1916年まで電気学会の会長をつとめ、電気学の権威として知られた。1919年に海外派遣を命じられ、再度欧米諸国を研究視察した。帰国した1923年に東京帝国大学教授を退任し、東京帝国大学名誉教授の称号を受けた。このような業績により高等官一等に叙せられ、正三位勲二等を授けられた。数え年74歳で病没、電磁気学発展に尽くした功により旭日重光章が追贈されている。

## 栄典
位階

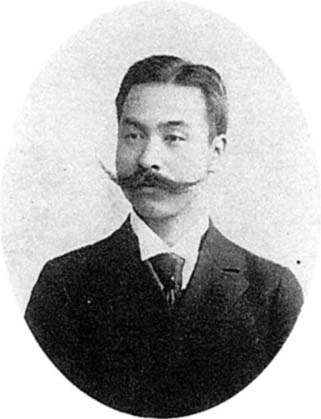
山川義太郎

- 1895年（明治28年）3月11日 - 正七位[1]
- 1902年（明治35年）3月31日 - 正六位[2]
- 1906年（明治39年）11月20日 - 正五位[3]
- 1911年（明治44年）12月20日 - 従四位[4]
- 1923年（大正12年）4月30日 - 正三位[5]

勲章等
- 1900年（明治33年）12月20日 - 勲六等瑞宝章[6]
- 1904年（明治37年）12月27日 - 勲五等瑞宝章[7]
- 1915年（大正4年）11月10日 - 大礼記念章[8]
- 1918年（大正7年）6月29日 - 勲二等瑞宝章[9]
- 1933年（昭和8年）1月27日 - 旭日重光章[10]